# Církvice (district de Kutná Hora)
Pour les articles homonymes, voir Církvice.
Církvice (en allemand : Zirkwitz) est une commune du district de Kutná Hora, dans la région de Bohême-Centrale, en République tchèque. Sa population s'élevait à 1 337 habitants en 2024.

## Géographie
Církvice se trouve à 5 km à l'est du centre de Kutná Hora et à 66 km à l'est-sud-est de Prague.
La commune est limitée par Nové Dvory et Svatý Mikuláš au nord, par Rohozec, Chotusice et Čáslav à l'est, par Třebešice au sud, et par Kutná Hora à l'ouest.

## Histoire
La première mention écrite de la localité date de 1165.